# La Fabrique du Futur
 (décembre 2024).
La Fabrique du Futur est une association loi de 1901 créée en 2006 à l’initiative d’Eric Seulliet, qui en est depuis l’origine le Président et l’animateur. La vocation de La Fabrique du Futur est de constituer un « think network » (think tank en réseau) opérationnel sur la prospective et l’innovation. Dès sa création, La Fabrique du Futur a bénéficié d’une large reconnaissance en tant qu’organisme apte à fédérer de multiples acteurs et à promouvoir de nouvelles démarches d’innovation, plus ouvertes et plus centrées sur les usagers.

## Genèse
L’association reprend le double héritage :
- du réseau de conseil en prospective et innovation e-Mergences[3] lancé par Eric Seulliet quelques années avant (début 2004) et dont le slogan était précisément « La Fabrique du Futur ». Ce réseau se concrétisait par un portail Web consacré à une « prospective et à une innovation responsable » .

- du livre « Fabriquer le futur, l’imaginaire au service de l’innovation »[4], paru en 2005 aux Editions Pearson Education et qui a donné lieu à une nouvelle édition en 2007 sous le nom de « Fabriquer le futur 2  »[5]. Au-delà, d’un simple livre, la saga « Fabriquer le futur » a été une aventure éditoriale lancée à l’initiative d’Eric Seulliet, qui - accompagnée de ses deux coauteurs, Pierre Musso et Laurent Ponthou - a donné lieu à une vaste enquête, conduite tout au long de 2004 et renouvelée en 2006, menée sur la façon dont les méthodes d’innovation commençaient à se renouveler profondément (les prémisses d’une innovation 2.0, prenant davantage en compte les usages des consommateurs commençaient à apparaitre).

## Vocation
La vocation affichée de La Fabrique du Futur est de constituer un « think network » opérationnel sur la prospective et l’innovation. Ses thèmes principaux de prédilection sont les suivants : 
- la réconciliation entre innovation technologique et innovation responsable et durable, de façon à faire le lien entre innovation et développement durable[6] et à promouvoir entre autres les éco-innovations[7].
- la cocréation et la coïnnovation, la coconception
- les consom’acteurs avant-gardistes tels que les « créatifs culturels  »[8]
- la créativité et l’intelligence collective
- le concept d’imaginaire[9]  en tant que levier pour l’innovation
- l’innovation ouverteet ascendante[10]
- l’innovation participative et le management des idées[11]
- la transdisciplinarité et la transversalité entre secteurs
- la 3D, la réalité augmentée, les univers virtuels[12]

## Activités
Dès sa création, La Fabrique du Futur a bénéficié d’une large reconnaissance en tant qu’organisme consacré au futur et apte à fédérer de multiples acteurs et à promouvoir de nouvelles démarches d’innovation, plus ouvertes et plus centrées sur les usagers.
C’est ainsi que la Fabrique du Futur a été invitée par la Chambre de Commerce et d’Industrie de Paris à organiser une série de colloques (« Les Tables rondes du Futur ») qui se sont tenus à la Bourse de Commerce de Paris en 2007, 2008, 2009. 
Ces débats se poursuivent actuellement sous d’autres formes, La Fabrique du Futur étant régulièrement représentée dans de nombreux événements (colloques, séminaires, salons) dans lesquels elle organise ou participe à des tables rondes et conférences tant en France qu’à l’étranger (Suisse, Belgique, Hollande, Maroc, Tunisie, Italie, Espagne).
En particulier, depuis 2008, La Fabrique du Futur est devenue un partenaire habituel du Salon IMAGINA. Dans le cadre de ce grand événement sur la 3D qui a lieu chaque année à Monaco, La Fabrique du Futur est présente au travers d’un « Village » qui accueille divers exposants du secteur de la 3D et des univers virtuels et par le biais d’un programme de conférences. La Fabrique du Futur est également depuis 2008 partenaire des IntraVerse Awards, trophées qui récompensent des réalisations d’entreprises dans le domaine des univers virtuels. Son président est membre du Jury et  cet événement prend place sur le Village Fabrique du Futur, à Imagina.

La Fabrique du Futur a aussi été associée à plusieurs manifestations et projets européens :
- À l’occasion d’ICT 2008, en novembre 2008 à Lyon, La Fabrique du Futur a été retenue pour animer un séminaire consacré à la 3D
- PerAda : en tant que partenaire de l’Institut Télécom depuis 2009, la Fabrique du Futur a animé plusieurs colloques à l’Institut Télécom consacrés aux objets communicants.
- En 2009, La Fabrique du futur est devenue partenaire du projet européen APOLLON
- En 2009, La Fabrique du Futur a lancé en partenariat avec SOS-21 la réalisation d’une Exposition Internationale virtuelle[15] dans des lieux reconstitués en 3D. Cette réalisation a été primée dans le cadre des Etoiles de la Créativité et de l’Innovation, concours organisé par le Ministère de l’Education Nationale sous l’égide de l’Année Européenne de la Créativité et de l’Innovation.
- Fin 2010, la Fabrique du Futur a été choisie pour rejoindre le projet européen Experimedia (EXPERIments in future social MEDIA experiences) consacré aux expériences pour enrichir des événements (spectacles, manifestations sportives) grâce à la réalité augmentée et aux univers virtuels.
- En 2010, la Fabrique du Futur s’est impliquée dans le Prix GNSS organisé sous l’égide du réseau des living labs

En tant que Président de La Fabrique du Futur, Eric Seulliet est régulièrement consulté ou associé dans le cadre de travaux de réflexion sur la prospective et l’innovation :
- Etats Généraux de l’Industrie (en 2009)
- France 2025 (exercice de prospective mené par le Secrétariat d’Etat à la Prospective en 2008/2009)
- Cyberterritoire et Territoires 2030 (groupe de prospective de la DATAR dirigé par Pierre Musso)
- Travaux de la Chaire « Modélisation des imaginaires, Innovation & Création » dont La Fabrique du Futur est partenaire-fondateur[16]
- En 2009, Eric Seulliet a rejoint, en tant que membre  de son Advisory Board, 3D Life, un NOE (network of excellence) consacré à l’Internet du futur et réunissant plusieurs partenaires académiques prestigieux : Institut Telecom, l’Université Queen Mary de Londres, Dublin City University, Fraunhofer Institute, Informatics and Telemetics Institute (Grèce), Korea University, Miralab-Université de Genève.
- En avril 2011, dans le cadre de Laval Virtual, Eric Seulliet présidera un Symposium académique sur le thème de la cocréation grâce à la 3D.

## Le Living lab «3D Living Innovation»
Au moment où se créait La Fabrique du Futur, apparaissait simultanément le réseau européen des living labs (ENoLL). Se reconnaissant dans ce mouvement, la Fabrique du Futur monta un dossier de candidature (3D Living Innovation) pour le rejoindre. 3D Living Innovation devint officiellement living lab en novembre 2008. « 3D Living Innovation », comme son nom le laisse entendre, est centré sur la 3D (et les technologies dérivées comme les univers virtuels, les environnements immersifs, la réalité augmentée, etc.). Cette thématique fut en effet très tôt identifiée comme un axe porteur pour la création de ce living lab. C’est ainsi que dès 2008, La Fabrique du Futur était implantée dans Second Life et dans d’autres univers virtuels.

Ce living lab regroupe actuellement un certain nombre d’acteurs, parmi lesquels : 
- Dassault Systèmes : spécialiste de logiciels 3D
- Capgemini : cabinet conseil en management
- SOS 21, I-Maginer, New3S : start-ups dans le domaine des univers virtuels et serious games
- 3D TV Solutions : start-up dans le domaine des images relief
- Ensuite Info : start-up dans le domaine des analyses situationnelles
- E-Mergences : société de conseil spécialisée en prospective et innovation
- Institut Télécom, ENSAM, université de Reims Champagne-Ardenne, université de La Réunion : partenaires académiques
- Institut Français du Design

## SmartSystem
À la suite d’une rencontre avec les dirigeants du Fonds de dotation A.R.T.S., et notamment avec Gérard Ayache, en octobre 2009, La Fabrique du Futur s’est impliquée dans le projet SmartSystem, dont elle devient cofondateur.
SmartSystem est un dispositif novateur s’appuyant sur 3 piliers :
- Une plateforme de prototypage et de tests (SmartLab) basée sur des Fab Labs, des technologies 3D et de réalité immersive
- Des méthodes agiles et user centric (de type living lab)
- Un large écosystème d’acteurs ayant des technologies et expertises pointues, notamment dans le secteur 3D, univers virtuels, réalité augmentée, etc. ainsi que dans d’autres domaines (sciences humaines, design, ergonomie, etc.)

En 2011 SmartSystem développe, parmi plusieurs solutions, le dispositif SmartPaper, outil universel de reconnaissance de formes, d'images et d'objets sur smartphones. Accouplé au SmartApp Generator, une plate-forme d'édition en ligne de contenus associés à des images ou objets déclencheurs, SmartPaper ouvre de nouvelles voies vers le réel augmenté.